# Раджабов Теймур Борисович
Тейму́р Борисович Радж́абов (азерб. Teymur Boris oğlu Rəcəbov, народився 12 березня 1987, Баку)  — азербайджанський шахіст, гросмейстер (2001).
Гросмейстером став у віці 14 років 14 днів у березні 2001 року. У 2003 році привернув до себе увагу перемогою над Каспаровим на Лінаресі та перемогами над колишніми чемпіонами світу Вішванатаном Анандом та Русланом Пономарьовим того ж року. У листопаді 2012 року він досяг пікового рейтингу 2793 та четвертого місця у світі.
Двічі брав участь у турнірі претендентів (у 2011 та 2013); кваліфікувався і для 2020, але відмовився через занепокоєння щодо пандемії; натомість йому віддали місце у Турнірі претендентів 2022.
Переможець кубка світу ФІДЕ 2019 року, півфіналіст чемпіонату світу ФІДЕ 2004 року, віце-чемпіон Європи 2005 року, учасник турніру претендентів 2011 року. Фіналіст гран-прі ФІДЕ (рапід) 2002 року. Дворазовий переможець командного чемпіонату Європи 2009 та 2013 років у складі збірної Азербайджану.
Його рейтинг на січень 2025 року — 2698 (32-ге місце у світі, 2-ге в Азербайджані).

## Біографія

### 2011
У травні 2011 року брав участь у турнірі претендентів за звання чемпіона світу з шахів, де поступився у чвертьфіналі Володимиру Крамнику з рахунком 5½ / 6½ (класика — 2 : 2, рапід — 2 : 2, бліц — 1½ / 2½).
У серпні-вересні 2011 року на турнірі «Кубок світу ФІДЕ 2011» дійшов до чвертьфіналу, де поступився українцю Василю Іванчуку з рахунком 1½ / 2½, та переміг впродовж турніру сильних гросмейстерів Етьєна Бакро та Дмитра Яковенка.
У вересні Раджабов зіграв на клубному кубку Європи за команду «SOCAR». Його результат 4,5 з 5 (турнірний перформанс склав — 3019) на першій дошці дозволив йому піднятися в поточному рейтингу Ело на 5 місце (2781 бал). На турнірі він переміг Руслана Пономарьова (рейтинг 2758) і Майкла Адамса (рейтинг 2733).

### 2013
У березні 2013 року Раджабов взяв участь в турнірі претендентів за право зіграти в матчі за шахову корону. У двоколовому турнірі за участі 8 шахістів, Теймур посів останнє місце з результатом 4 очка з 14 можливих (+1-6=7)

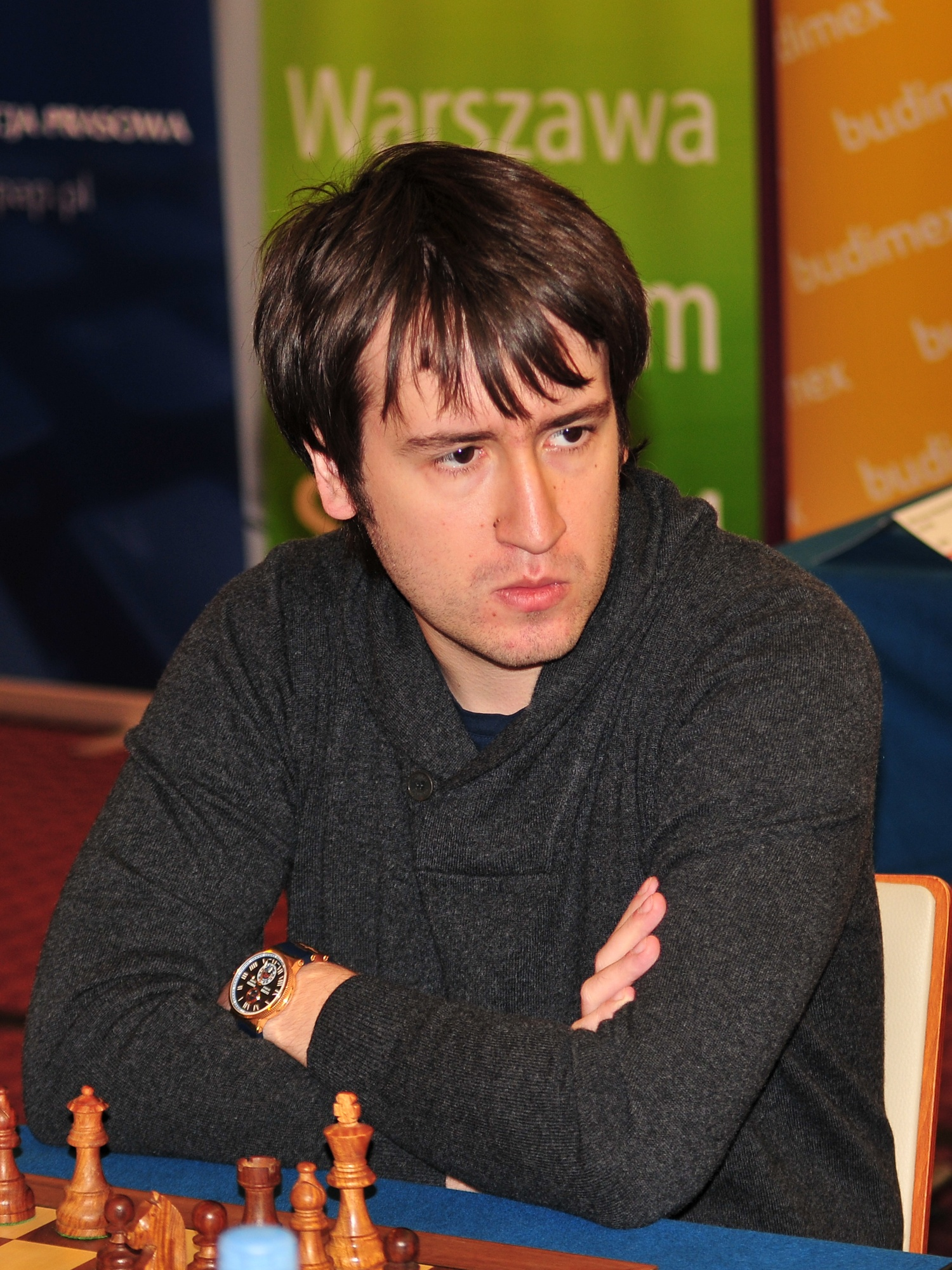
Теймур Раджабов, 2013 рік

У квітні 2013 року Теймур Раджабов виступив невдало на третьому етапі Гран-прі ФІДЕ 2012/2013, що проходив в місті Цуг (Швейцарія), розділивши останні 10—12 місця, з результатом 4,5 з 11 очок (+1-3=7).
У травні зігравши в турнірі Norway Chess 2013, що проходив в норвезькому місті Ставангер, з результатом 3 очка з 9 можливих (+1-4=4) посів передостаннє 9 місце, продовживши свою серію невдалих виступів.
Черговий невдалий виступ, цього разу на турнірі «Кубок світу ФІДЕ», де Раджабов поступився в 1/16 фіналу росіянину Петру Свідлеру з рахунком ½-1½.
У жовтні 2013 року Раджабов взяв участь у турнірі 20 категорії Kings Tournament 2013, що проходив у Бухаресті. З результатом 3½ очок з 8 можливих (+0-1=7) Теймур посів лише 4 місце серед 5 учасників турніру, поступившись переможцеві італійцеві Фабіано Каруані 1½ очками.
у листопаді 2013 року Теймур Раджабов у складі збірної Азербайджану став переможцем командного чемпіонату Європи, що проходив Варшаві. Набравши 4½ очка з 8 можливих (+1=7-0) Теймур показав дев'ятий результат на другій дошці (турнірний перформанс склав 2693 очка).

### 2014
У квітні 2014 року з результатом 5 з 10 можливих очок (+1-1=8) посів 4 місце на турнірі ХХІІ категорії «Меморіал Вугара Гашимова».
У червні 2014 року в Дубаї Теймур Раджабов з результатом 10 очок з 15 можливих (+6-1=8), посів 9 місце на чемпіонаті світу з рапіду, та з результатом 12½ з 21 можливого очка (+9-5=7) посів 21 місце на чемпіонаті світу з бліцу.
У серпні 2014 року виступаючи на другій дошці в Шаховій олімпіаді, що проходила в Тромсе, Раджабов набрав 5½ очок з 10 можливих (+2-1=7), а збірна Азербайджану посіла 5 місце серед 177 країн.
У жовтні 2014 року Теймур Раджабов, набравши 5½ очок з 11 можливих (+1-1=9), посів 8 місце на першому етапі серії Гран-прі ФІДЕ 2014—2015 років.
У листопаді 2014 року з результатом 6 очок з 11 можливих (+3-2=6) знову посів 8 місце, тепер уже на другому етапі Гран-прі ФІДЕ 2014/2015, що проходив в Ташкенті.
У грудні 2014 року виступаючи на «Всесвітніх інтелектуальних іграх» посів:
 — 16 місце (останнє) на турнірі зі швидких шахів, набравши 2 очки з 7 можливих (+0-3=4),
 — 3 місце на турнірі з блискавичних шахів, набравши 18 очок з 30 можливих (+13-7=10),
 — 2 місце на турнірі з «баску», набравши 6 очок з 10 можливих (+4-2=4).

### 2015
У січні 2015 року Теймур Раджабов з результатом 6 очок з 13 можливих (+2-3=8) посів 8 місце на турнірі ХХ категорії, що проходив у Вейк-ан-Зеє.
Наприкінці лютого 2015 року Раджабов, набравши 6 очок з 11 можливих (+1-0=10), посів 3 місце на третьому етапі серії Гран-прі ФІДЕ 2014/2015 років, що проходив в Тбілісі.
У вересні 2015 року на кубку світу ФІДЕ дійшов до 1/16 фіналу, де на тай-брейку поступився Петру Свідлеру з рахунком 1½ на 2½ очка.
У жовтні 2015 року на чемпіонаті світу зі швидких та блискавичних шахів, що проходив у Берліні, Теймур посів:
 — 3 місце на турнірі зі швидких шахів, набравши 10½ з 15 очок (+8-2=5),
 — 28 місце на турнірі з блискавичних шахів, набравши 12½ з 21 очка (+8-4=9).
У листопаді 2015 року в складі збірної Азербайджану посів 7 місце на командному чемпіонаті Європи, що проходив у Рейк'явіку. Результат Раджабова — 3½ очки з 8 можливих (+1-2=5), це лише 15 місце серед шахістів, які виступали на другій шахівниці..

### 2016
У червні 2016 року з результатом 4 з 9 можливих очок (+0-1=8) посів 7 місце на турнірі XX категорії «Меморіал В.Гашимова».
У вересні 2016 року в складі збірної Азербайджану посів 12 місце на шаховій олімпіаді, що проходила в Баку. Його результат 5½ очок з 10 можливих (+3-2=4), турнірний перформанс — 2624 очки..
У грудні 2016 року на чемпіонаті світу зі швидких та блискавичних шахів, що проходив у м. Доха (Катар), Теймур посів:
 — 38-ме місце на турнірі зі швидких шахів, набравши 8 з 15 очок (+3-2=10),
 — 22-ге місце на турнірі з блискавичних шахів, набравши 12 з 21 очка (+8-5=8).

### 2017
У травні 2017 року з результатом 5 з 9 очок (+1-0=8) розділив 3-9 місця на другому етапі серії Гран-Прі ФІДЕ 2017 року, що проходив у Москві.
У липні 2017 року Теймур Раджабов став переможцем третього етапу серії Гран-Прі ФІДЕ 2017 року, що проходив у Женеві. Його результат 6 очок з 9 можливих (+3-0=6).
У листопаді 2017 року, набравши 5 очок з 9 можливих (+3-2=4), розділив 3-9 місця на четвертому етапі серії Гран-Прі ФІДЕ 2017 року, що проходив у Пальма-де-Майорці. У загальному заліку серії Гран-прі ФІДЕ 2017 року Раджабов, набравши 312,8 очок посів 3-тє місце та не зумів кваліфікуватися у Турнір претендентів 2018 року.

### 2018
У квітні 2018 року розділив 4-7 місця на турнірі «Меморіал Вугара Гашимова». Результат Теймура 4½ очки з 9 можливих (+0-0=7).

### 2019—2020
У січні 2019 року з результатом 6½ очок з 13 (+1-1=11) розділив 7-9 місця у турнірі «Tata Steel Chess», що проходив у Вейк-ан-Зеє.
У квітні 2019 року з результатом 4½ з 9 можливих очок (+0-0=9), Раджабов розділив 4-6-ті місця на турнірі 22-ї категорії «Меморіал Вугара Гашимова».
У жовтні 2019 року виграв кубок світу, перемігши у фіналі Дін Ліженя. Як переможець кубка світу Теймур Раджабов отримав право участі у турнірі претендентів, що відбудеться у березні 2020 року у Єкатеринбурзі. Проте на початку березня 2020 року відмовився брати участь в турнірі претендентів через особисті причини, і був замінений Максимом Ваш'є-Лагравом. Пізніше стало відомо, що Раджабов відмовився від участі в турнірі після того, як його прохання перенести змагання через пандемію COVID-19 не задовольнили. Коли турнір все ж призупинили після семи турів, він закликав відновити свою участь у турнірі. Замість цього ФІДЕ вирішила, що доречно віддати йому місце в турнірі 2022.

## Переможець турнірів
- 2005 — Дос-Ерманас, Майнц (рапід)
- 2004 — Вейк-ан-Зеє (1-3 місця),
- 2008 — Еліста (1-3 місця), Кубок світу АШП (рапід)
- 2017 — Третій етап Гран-прі ФІДЕ 2017 (Женева)
- 2019 — Кубок світу із шахів 2019

### Інші досягнення
- 2006 — Лінарес (2 місце), Біль (2-3 місце)
- 2006 — Софія (3 місце), Сочі (2 місце)
- 2009 — Вейк-ан-Зеє (2-4 місця),
- 2010 — Медіаш (2 місце), Москва (чемпіонат світу з бліцу) (2 місце)
- 2015 — Тбілісі (3 місце), Берлін (чемпіонат світу з бліцу) (3 місце)

## Зміни рейтингу
| На цьому місці має відображатися графік чи діаграма, однак з технічних причин його відображення наразі вимкнено. Будь ласка, не видаляйте код, який викликає це повідомлення. Розробники вже працюють для того, щоби відновити штатне функціонування цього графіка або діаграми. | |
| | На цьому місці має відображатися графік чи діаграма, однак з технічних причин його відображення наразі вимкнено. Будь ласка, не видаляйте код, який викликає це повідомлення. Розробники вже працюють для того, щоби відновити штатне функціонування цього графіка або діаграми. |